# Phebe Fjellström
Phebe Maria Fjellström (* 11. Februar 1924 in Porjus als Febe Maria Lindgren; † 1. Februar 2007 in Uppsala) war eine schwedische Ethnologin. Ihr Forschungsschwerpunkt lag auf samischer Kultur und Nordschweden. Von 1981 bis 1990 hatte sie die erste Professur für Ethnologie an der Universität Umeå inne.
Phebe Fjellström wuchs in Porjus auf. Ihre Eltern, Valborg Tyra Augusta (geborene Sandberg) und Per Helmer Lindgren, hatten einen Geschäftsbetrieb. Am 19. Juli 1927 wurde ihre Schwester Rode Margareta Lindgren (verheiratete Nyrén) geboren. Als kleines Kind litt Phebe Fjellström an Scharlach und trug eine starke Schwerhörigkeit davon. Ihr Abschlusszeugnis (studentexamen) erhielt sie 1943 am Luleå högre allmänna läroverk in Luleå, wohin die Familie umgezogen war. Im selben Jahr begann Phebe Fjellström ihr Studium der Kunstgeschichte, Archäologie und vergleichenden Völkerkunde an der Universität Uppsala. 1948 wurde sie filosofie kandidat und heiratete den 1919 geborenen Karl-Erik Johan Fjellström. Das Paar zog nach Boden und bis zur Rückkehr nach Uppsala 1956 konzentrierte sich Phebe Fjellströms Aufmerksamkeit auf ihre Familie. Sie bekam drei Kinder: Staffan (* 2. Juni 1950), Christina (* 22. Januar 1953) und Joachim (* 20. März 1958).
1957 wurde Phebe Fjellström filosofie licentiat und schrieb ihre Dissertation Lapskt silver („Samisches Silber“), die 1962 mit der Disputation abgeschlossen wurde. In dieser fächerübergreifenden Kulturbegegnungsstudie konnte sie die Kontakte der Sámi zu den umgebenden Skandinaviern und Europa allgemein seit dem frühen Mittelalter nachweisen. Daraufhin arbeitete sie bis 1975 als Dozentin für nordische und vergleichende Völkerkunde (ab 1972 Ethnologie) an der Universität Uppsala. 1966/1967 wohnte die Familie in La Jolla, wo Phebe Fjellström anhand von Archivmaterial über eine schwedische Ansiedlung in Kalifornien die von der amerikanischen Anthropologie inspirierte, kulturökologische Monographie Swedish-American colonization in the San Joaquin Valley in California („Schwedisch-amerikanische Kolonisation im San Joaquin Valley in Kalifornien“) schrieb. 1974/1975 hatte sie außerdem ein Jahr lang eine Gastprofessur an der Universität Göteborg inne.
Ab 1976 war Phebe Fjellström in Umeå tätig, wo sie das Institut für Ethnologie aufbaute und ein Forschungsprojekt zu samischer Kultur leitete, das in der Monographie Samernas samhälle i tradition och nutid („Die Gesellschaft der Sámi in Tradition und Gegenwart“) resultierte. Inspiriert von der aktuellen Anthropologie unterrichtete sie zu Akkulturation, Kommunikation und Innovation, aber auch in der ethnologischen Grundausbildung. 1977 wurde sie Mitglied des Kungliga  Skytteanska samfundet, 1981 der Johan Nordlander-sällskapet, 1983 der Gustav-Adolfs-Akademie und 1990 der Norrbottensakademien. Von 1981 bis 1990 hatte Phebe Fjellström die erste Professur für Ethnologie, insbesondere nordeuropäische, an der Universität Umeå inne. Sie war in vielen interdisziplinären Netzwerken und Projekten zum nordskandinavischen Kulturgebiet tätig. Eine frauengeschichtliche Perspektive zeigt sich in ihrem Spätwerk Kvinnoliv och måltidsglädje („Frauenleben und Freude am Essen“). Ihr letzter Forschungseinsatz, die Beschäftigung mit Jonas Nenséns Handschriften über die samische Kultur des 19. Jahrhunderts, blieb trotz einer Reihe veröffentlichter Artikel unvollendet. Phebe Fjellström erhielt 1985 den Pris för insatser inom svensk folklivsforskning der Gustav-Adolfs-Akademie, 1994 die Gösta Berg-medaljen der Kungliga Patriotiska Sällskapet und wurde 1995 Ehrenmitglied der Svenska litteratursällskapet i Finland sowie 1998 Ehrenmitglied der Norrlands nation in Uppsala. Außerdem erhielt sie 2002 die Hazelius-medaljen des Nordiska museet und 2003 den Stiftelsen Språk och Kulturs pris.
1998 starb ihr Ehemann Karl-Erik. Phebe Fjellström selbst starb am 1. Februar 2007 mit 82 Jahren. Sie liegt zusammen mit ihrem Ehemann auf dem Friedhof von Hammarby (Hammarby kyrkogård) südlich von Uppsala begraben. Ihr Archiv wird in der Universitätsbibliothek Umeå verwahrt.

## Publikationen (Auswahl)
- Lapskt silver. Studier över en föremålsgrupp och dess ställning inom lapskt kulturliv. With an English Summary (= Skrifter utgivna genom Landsmåls- och folkminnesarkivet i Uppsala. Serie C: Lapskt språk och lapsk kultur. Band 3). Almqvist & Wiksell, Uppsala 1962 (schwedisch, 326 + 140 S., Teil 1, Teil 2 [abgerufen am 12. Oktober 2020] ; Dissertation).
- Swedish-American colonization in the San Joaquin Valley in California. A study of the acculturation and assimilation of an immigrant group (= Studia ethnographica Upsaliensia. Band 33). Almqvist & Wiksell, Uppsala 1970 (englisch, 157 S.).
- Samernas samhälle i tradition och nutid. With an English Summary. 1. Auflage. Norstedt, Stockholm 1985 (schwedisch, 640 S., englischer Titel Lappish society in tradition and the present day; 2. Auflage: 1986).
- Kvinnoliv och måltidsglädje. Kosthåll och resurser inom det nordliga rummet (= Kulturens frontlinjer. Band 40). Norrlands universitetsförlag, Umeå 2002 (schwedisch, 119 S.).